# 塔尼翁海峡

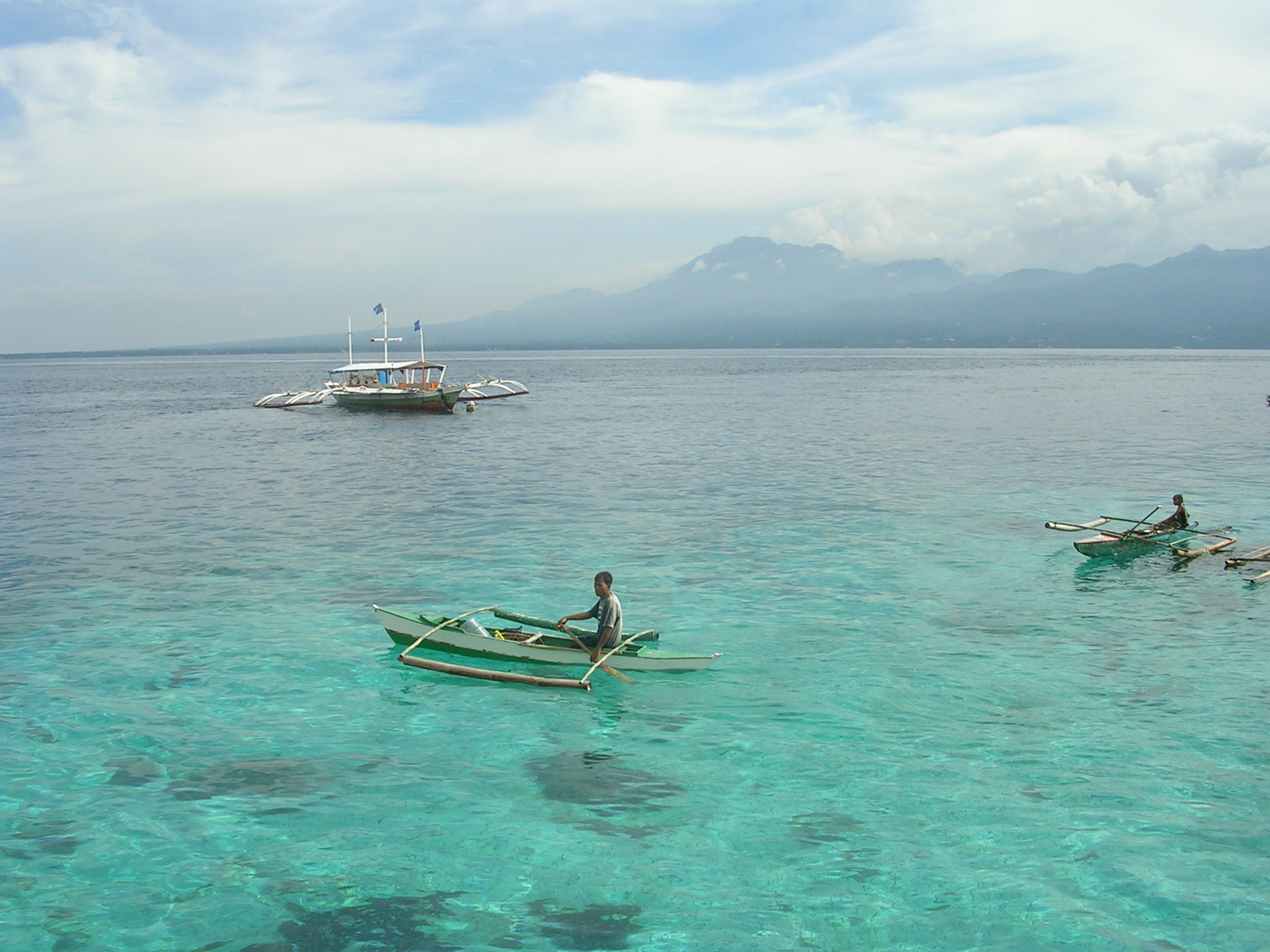
塔尼翁海峡南部，远处为内格罗斯岛。

塔尼翁海峡位于菲律宾中南部，宿务岛与内格罗斯岛之间，长约160公里，宽5～27公里。北通米沙鄢海，南通保和海，沿岸拜斯市，托莱多等城市为深水良港。